# Енциклопедія історії Білорусі
Енциклопедія історії Білорусі (біл. Энцыклапедыя гісторыі Беларусі у 6 тамах; ЕІБ) — довідкове видання, шеститомна (шостий том вийшов у двох книгах) енциклопедія білоруською мовою, присвячена історії та культурі Білорусі.

## Зміст
У даній енциклопедії наводяться відомості про політичні, громадянські, військові події з історії Білорусі, а також про адміністративно-територіальний поділ, стан економіки, культури, науки і техніки на різних етапах історії. Важливе місце у цьому виданні займають геральдика, генеалогія, нумізматика, історична картографія та ряд інших тем.

## Оцінки
На обкладинці перших двох томів енциклопедії містилося зображення стародавнього білоруського герба «Погоня», однак починаючи з третього тому (1996 р.) його прибрали. Білоруський історик Геннадій Саганович пояснює це появою політичної цензури в офіційній білоруській історіографії, що суперечить академічній культурі наукового середовища. У цей же час новий заступник головного редактора видавництва «Білоруська Енциклопедія» Петро Петриков виступив з жорсткою критикою колишнього керівництва енциклопедії, стверджуючи, що на його думку головною особливістю перших томів «Енциклопедії історії Білорусі» була «яскраво виражена антиросійськість, а в багатьох випадках завзята русофобія». Навівши приклади про деякі статті, написані співробітниками Інституту історії, Петро Петриков огульно звинуватив це відомство в тому, що воно буцімто здійснює «тотальну фальсифікацію» публікуючи історичні факти білоруської історії. Пострадянський стереотипний менталітет і політичний характер подібних випадів показав директор Інституту історії Михайло Костюк і його заступник Михайло Біч, які вступили у полеміку з П. Петриковим.
За часів нових керівників видавництва «Білоруської Енциклопедії» концепція чергових томів «Енциклопедії історії Білорусі» змінювалося так би мовити «на ходу», і навіть підготовлені до друку наукові статті віддавалися на політичну цензуру. Наприклад, Петро Петриков всюди в історичних статтях енциклопедії викреслював слово «русифікація», він не дозволяв повідомляти деякі історичні факти, не пропускав жодної критики щодо Росії й радянської влади в історії Білорусі і т. п.. Через грубе втручання в енциклопедичні тексти багато сумлінних науковців (зокрема, Валянтина Вяргей, Андрій Кіштимов, Володимир Конон, Микола Крівальцевіч, Геннадій Саганович та інші) відмовилися від подальшої співпраці з цим видавництвом і забрали звідти свої наукові статті.
Результати такої редакторської роботи в цих томах енциклопедії також критикує білоруський історик Валентин Грицкевич.